# 賈斯汀·馬德斯

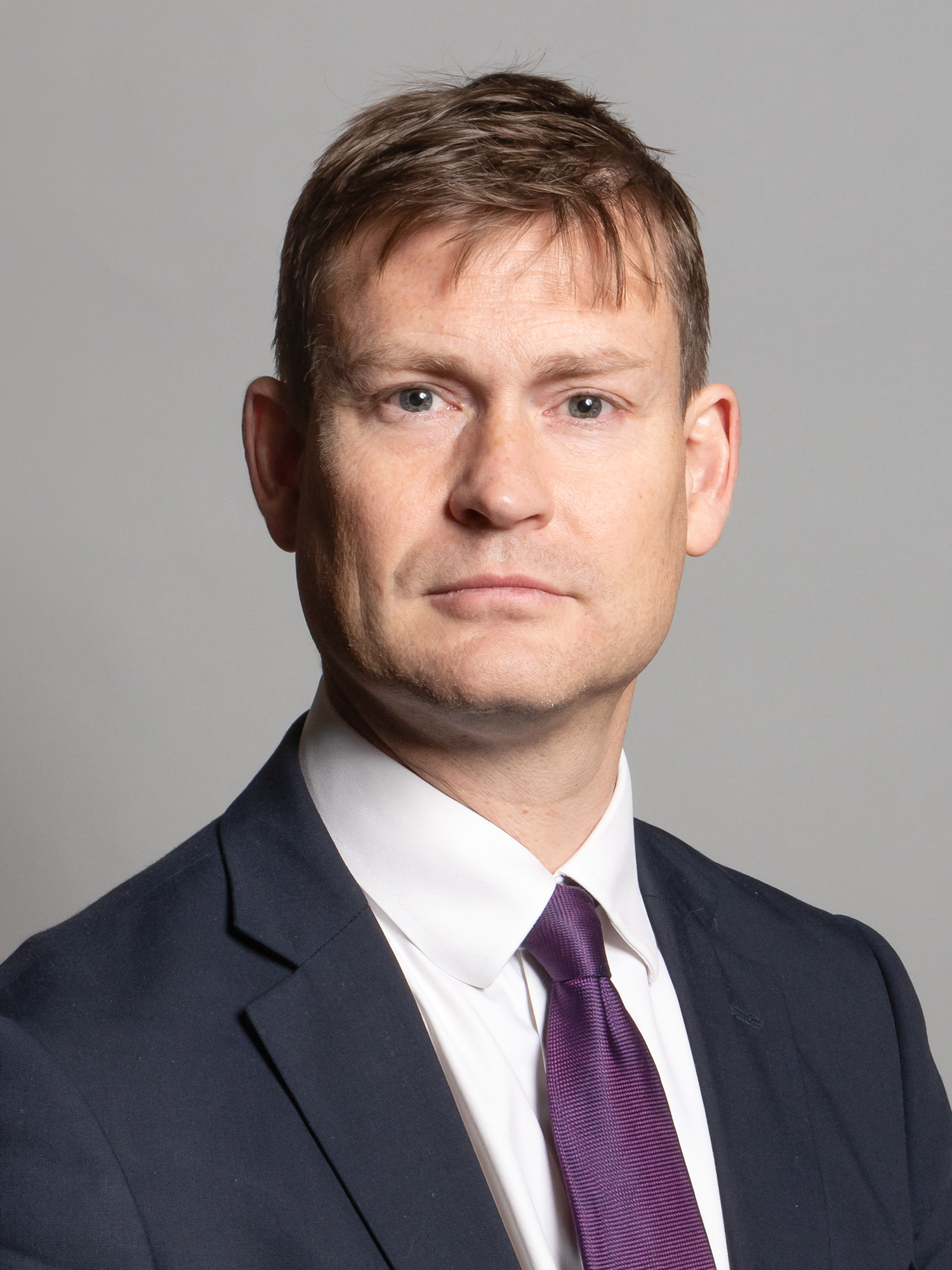
官方照片，摄于2020

賈斯汀·馬德斯（Justin Madders，1972年11月22日—）是一位英格蘭政治人物，他的黨籍是工黨。自2015年開始，他擔任埃爾斯米爾港和內斯頓選區選出的英國下議院議員。他畢業於雪菲爾大學，已經結婚並有三個孩子。